# دکالب (ایلینوی)
دکالب، ایلینوی (به انگلیسی: DeKalb, Illinois) یک شهر در ایالات متحده آمریکا با جمعیت ۴۳٬۸۶۲ نفر است که در ایلینوی واقع شده‌است.

## موقعیت جغرافیایی
موقعیت جغرافیایی شهرها و مناطق اطراف به شرح زیر است: